# Cantemir, Iași

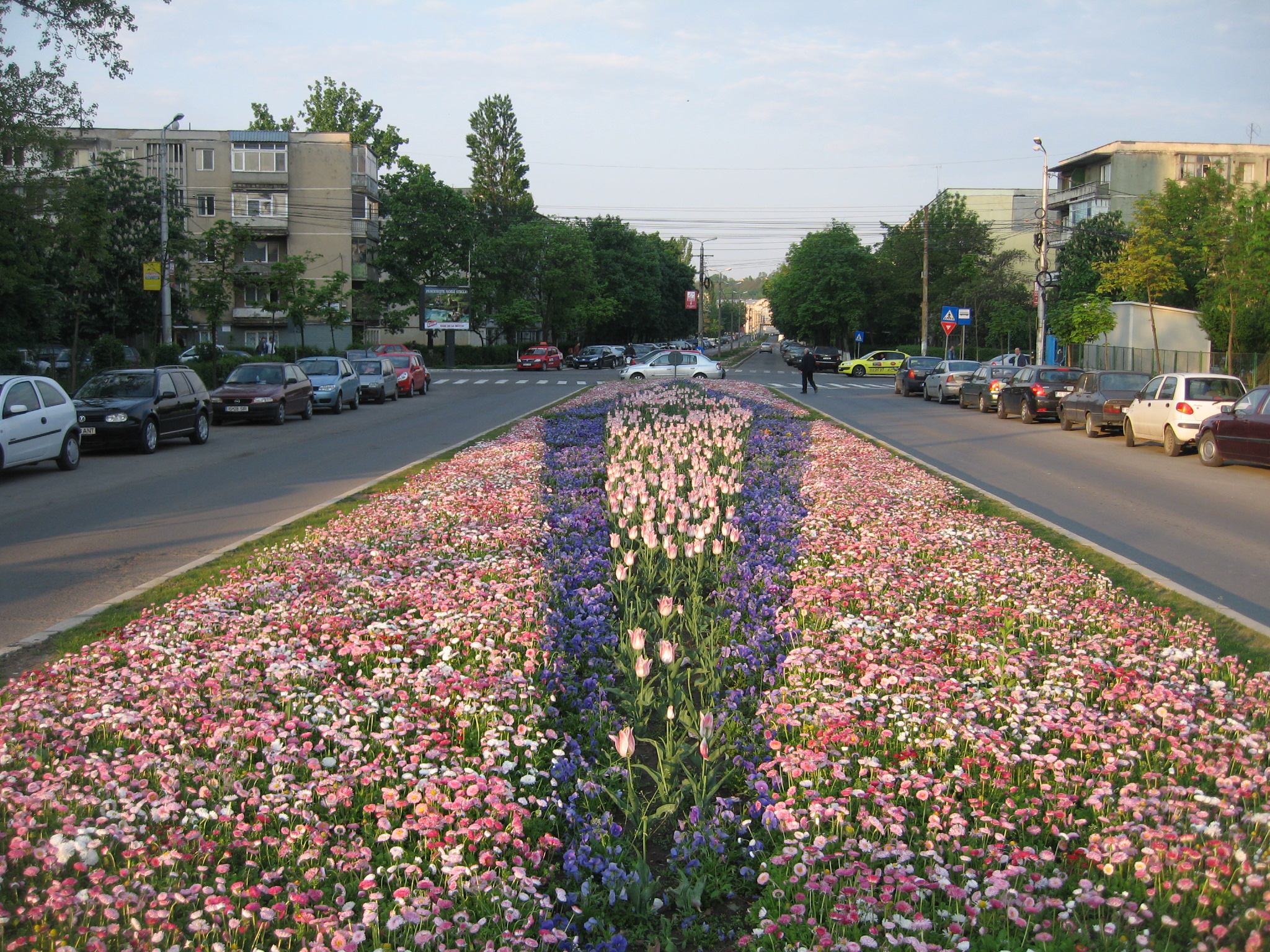
Bulevardul Dimitrie Cantemir văzut din zona Podului Cantemir

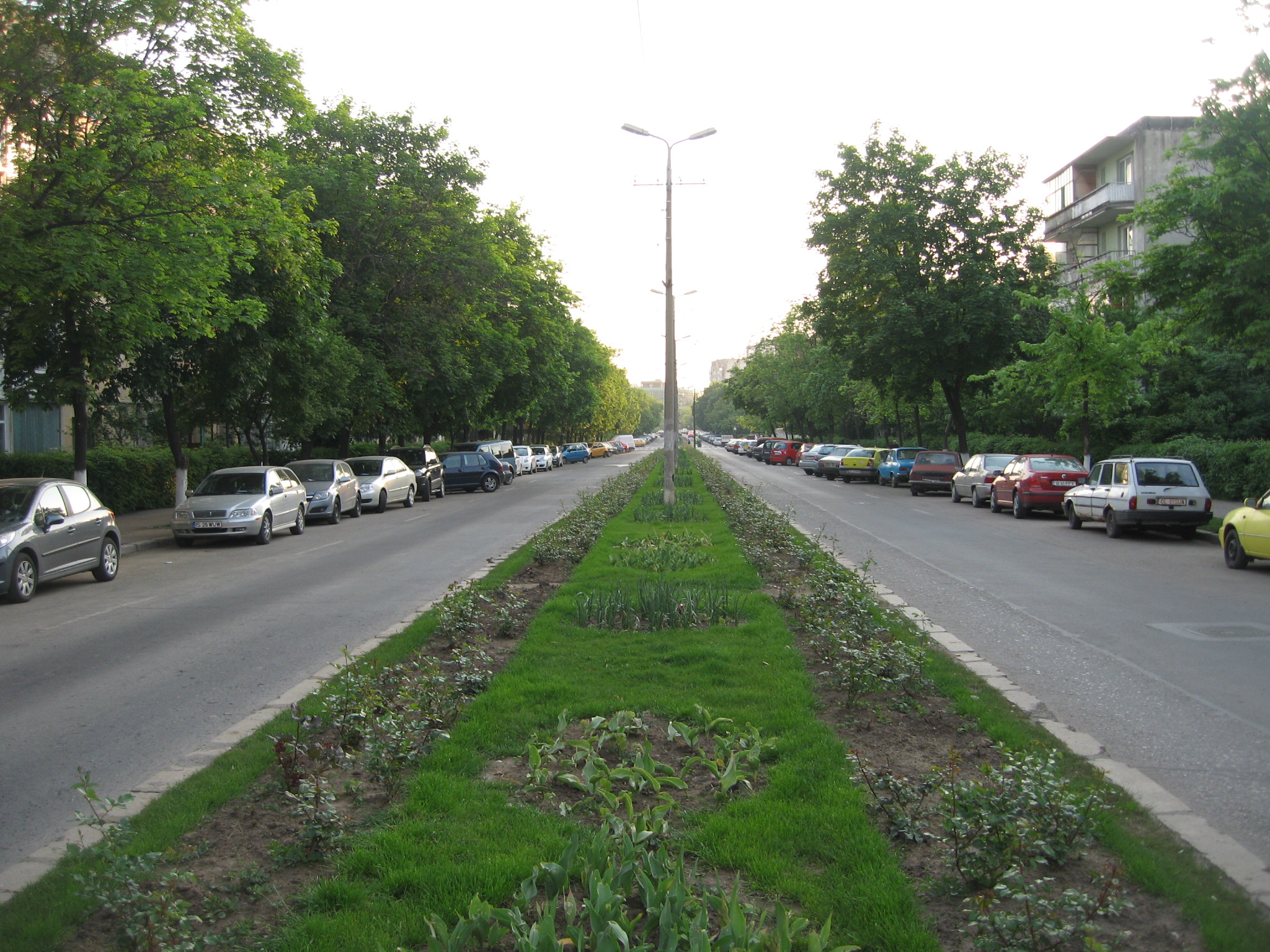
Bulevardul Dimitrie Cantemir văzut din zona Gării Internaționale Nicolina

Cantemir este un cartier din municipiul Iași.

## Etimologie
Denumirea vine de la numele domnului Principatului Moldovei, Dimitrie Cantemir.

## Geografie
Cartierul Cantemir se află în sudul orașului Iași. In Nord se învecineaza cu cartierul Podu Ros, la Nord Est cu cartierul  Bularga, la Sud cu cartierul Nicolina iar in Nord Vest cu cartierul Galata.

## Repere notabile
- Școala Gimnaziala "Titu Maiorescu"
- Liceul  "Dimitrie Cantemir"
- Podul de Lemn dărmat la sfarsitul anilor '90 inceputul anilor 2000, construindu-se în același loc un pod pietonal din piatra si structura metalica
- Podu de Piatră
- Școala Gimnazială „Ion Neculce”; adresă: Strada Romană 30
- Salubris; adresa: Șoseaua Națională 43

## Transport
- Autobuz: 5, 19, 30, 30b
- Tramvaie: 11
- Drumul european: E58
- Drumul național: DN28